# Nicole El Karoui
Nicole El Karoui (nascida Nicole Schwartz; Paris, 29 de maio de 1944) é uma matemática e pioneira no desenvolvimento da matemática financeira. É atualmente professora de matemática aplicada na Université Pierre et Marie Curie, diretora do mestrado na mesma área e anteriormente na Ecole Polytechnique. As pesquisas que ela conduziu tiveram impacto na aplicação de Probabilidade em equações de estatística diferencial para calcular o risco nos mercados financeiros.[carece de fontes?]

## Ensino
A reputação do curso da professora El Karoui é tanta que o Wall Street Journal diz que talvez sejam demais seus ex-alunos que hoje tem cargos importantes no mercado de derivativos.
Ela é diretora, junto com Mark Yor e Gilles Pagès, do DEA (segundo ano do mestrado Francês) "Probabilités et Finance" da Universidade Pierre & Marie Curie (Paris 6) em parceria com a Ecole Polytechnique. França. A cada ano se formam entre 60 e 70 alunos, cuja maioria vem de "Grandes Ecoles" e universidades na França.

## Publicações
- Changes of Numeraire, Changes of Probability Measure and Option Pricing, with Helyette Geman, Jean-Charles Rochet - Journal of Applied Probability, Vol. 32, No. 2 (Jun., 1995) , pp. 443–458
- Dynamic Pricing and Hedging of Derivatives: Stochastic and Numerical Methods, ISBN 978-1439803172
- Constrained optimization with respect to stochastic dominance: applications to portfolio insurance. (with S Hamadene) [4]

## Prêmios
- "Chevalier de l'Ordre de la Légion d'Honneur",[5] uma das maiores honras na França.